# Période Gojoseon
2333 av. J.-C. (origine légendaire) – 108 av. J.-C.
Entités suivantes :
- Quatre commanderies
- Samhan
- Puyŏ

Gojoseon (/ko.dʑo.sʌn/, 古朝鮮 « le Joseon [ou Chosŏn] ancien ») est un royaume qui marque l'apparition de la civilisation coréenne et s'étendait sur le Liaoning et la région de Pyongyang. La tradition donne l'année 2333 av. J.-C. comme date mythologique de sa fondation par le roi légendaire Tangun et cette année a été reprise comme étant l'année 0 du calendrier de la Corée du Sud avant 1961. Il disparait en 108 avant notre ère. Les plus anciens textes coréens le concernant sont le Samguk Yusa 三國遺事 (XIIIe siècle) et le Tongguk Tonggam 東國通鑑 (XVe siècle). À la fin de cette période l'État de Jin occupe une grande partie du sud de la péninsule.
Les premières mentions du Gojoseon se trouvent dans des sources historiques chinoises comme le Guanzi 管子, les Mémoires du Grand Historien et le Livre des Han 漢書. La première mention incontestée de Gojoseon apparait lorsque Han Wudi 漢武帝, l'empereur de la dynastie Han de Chine, le conquiert entre 109 et 106. En effet la fondation de l'empire Han avait provoqué l'installation en Corée d'opposants chinois, installation qui a mené finalement à cette invasion. S'ensuivit l'implantation de quatre commanderies qui subsisteront en partie (la commanderie de Lelang jusqu'en 313 EC), malgré le retrait de Wudi en 126 AEC. Ensuite, la tradition retient la date de 37 av. notre ère pour la fondation de Koguryo, l'un des Trois Royaumes de Corée, sur un territoire qui recouvre en partie l'ancien Gojoseon.
Son degré d'organisation, son extension et sa date réelle de création sont l'objet de controverses,,,. On s'accorde en général sur le fait qu'un vrai système étatique n'est apparu que vers -500/-400.
La période  du Joseon ancien (Gojoseon) est traditionnellement divisée en trois phases, : le Joseon de Tangun 檀君朝鮮 (-2333 à env. 1126 av. J.-C.), le Joseon de Kija 箕子朝鮮 (env. -1126 à -194) et le Joseon de Wiman 衛氏朝鮮 (-194 à -108). La fin de cette période voit apparaitre l'Âge du fer en Corée (300 AEC - 500 EC).

## Le Joseon de Tangun 檀君朝鮮
La fondation du royaume de Gojoseon est décrite dans le cadre du mythe fondateur de la Corée et de la légende de Tangun présentée dans le Samguk Yusa et le Chewang Ungi, deux textes du XIIIe siècle. La date de cet événement est donnée par le Samguk Yusa, le Sejong Sillok et le Tongguk Tonggam qui tous s'accordent pour la placer sous le règne de l'empereur Yao 堯 (-2356 à -2255), un souverain mythique de la Chine. 2333 av. J.-C. est la date habituellement retenue. La légende est complétée par le Kyuwon Sahwa (1675) qui donne aussi une liste des successeurs de Tangun.

### La légende de Tangun
Hwanung 桓雄, fils du Créateur, accepte de transformer une ourse et une tigresse si elles réussissent à passer cent jours dans l'obscurité, ne se nourrissant que d'un peu de poireau (ou d'armoise, selon les versions) et de vingt têtes d'ail. La tigresse ne supporte ce régime que 37 jours et s'enfuit de la caverne ; l'ourse réussit, est transformée en femme, qui prend pour nom Ungnyo (熊女 femme ourse) et épouse Hwanung. De cette union naît Tangun 檀君 qui s'installe en Corée avec une suite de plusieurs milliers de serviteurs, et fonde le royaume de Joseon. Cet événement mythique, situé en 2333 av. J.-C., est retenu comme date de fondation de la civilisation coréenne, et fêté chaque année le 3 octobre. Tangun apporte avec lui l'enseignement de plusieurs centaines de métiers (médecine, artisanats divers, agriculture).

## Le Joseon de Kija 箕子朝鮮
Kija aurait été l'oncle de Di Xin 帝辛, le dernier roi de la dynastie chinoise des Shang 商. Sous son successeur, le roi Wu 武王 de la dynastie Zhou 周朝, il part pour Joseon avec cinq mille hommes et prend la tête de ce royaume.
Il apporte avec lui la riziculture, les vers à soie et d'autres facettes de la civilisation chinoise, notamment les huit prohibitions. Il fonde un royaume qui dure jusqu'en -193. Cette histoire est essentiellement connue à travers le « Livre des Han » (漢書, -111). Il existe une liste des rois qui se seraient succédé entre -1126 et -193 mais son authenticité n'est pas reconnue et seuls les deux derniers sont attestés par des sources contemporaines, notamment le Weilüe. Ce sont le roi Pu et le roi Jun de Gojoseon.
Dans l'historiographie traditionnelle coréenne, les plus anciennes mentions de Kija se trouvent dans le Samguk Sagi (三國史記, Mémoires historiques des Trois Royaumes, 1145) puis dans le Samguk Yusa (三國遺事, 1281) et le Chewang Ungi (1287). Les descriptions les plus complètes sont cependant apportées par le Kijaji de Yun Tusu et le Kija Silgi de Yi I 李珥, tous deux publiés en 1580. Symbole de l'influence chinoise sur la civilisation coréenne, son culte se développe à cette époque parallèlement au développement du néoconfucianisme et un mausolée est construit en son honneur à Pyongyang sur le lieu présumé de sa tombe. À partir du XXe siècle, les historiens se montrent nettement plus critiques à son sujet et la venue de Kija en Corée est maintenant considérée comme une légende,.

## Le Joseon de Wiman 衛氏朝鮮 et la constitution d'un État
L'arrivée de Wiman 衛満 marque une nouvelle étape de l'histoire coréenne. Il serait originaire du royaume de Yan, l'un des sept Royaumes combattants, vaincu par l'empire Qin, 秦朝 en 222 AEC. Le commerce avec la Chine se développe alors. Mais l'hostilité de ce royaume envers la Chine et son alliance avec les Xiongnu 匈奴, alors ennemis de la Chine, suscitent une attaque de l'empereur Wudi 漢武帝. Celui-ci vainc le royaume coréen en trois campagnes, la dernière en 108 AEC.

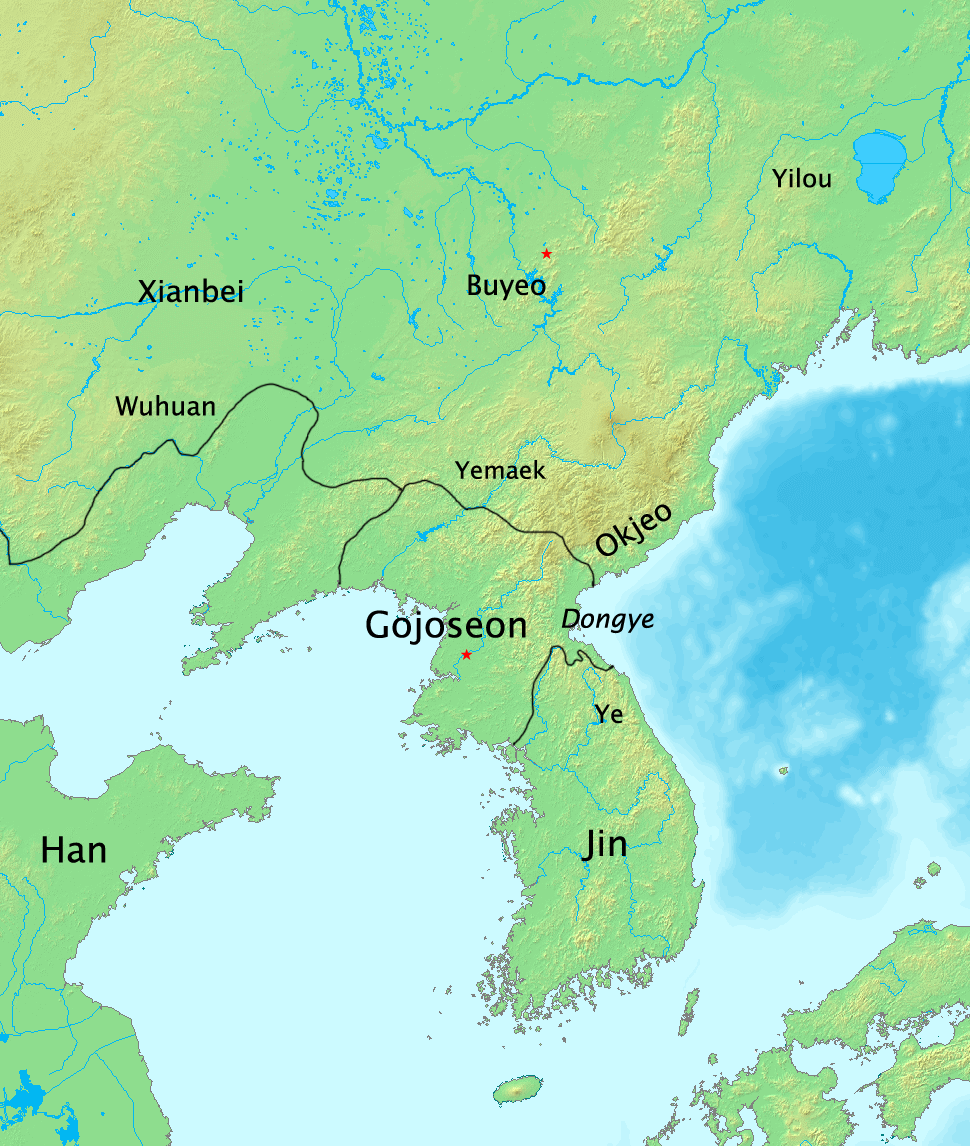
La configuration politique à l'époque des Han en 108 AEC, avant l'établissement des commanderies

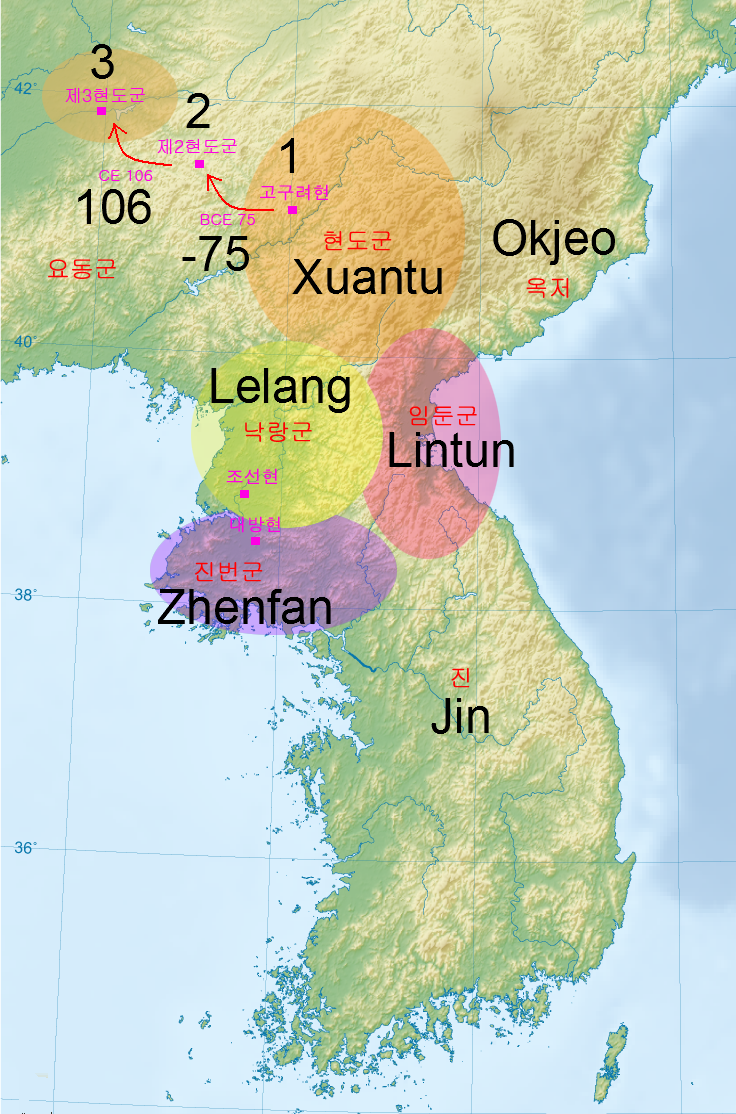
Les quatre commanderies à leur création, en -107. Au milieu du IIIe siècle il ne reste plus que les commanderies de Lelang et Daifang (indiqué ici Zhenfan)

En 108, l'empereur Han soumet donc ce royaume, et y établit quatre commanderies :
- Nangnang (Lelang 樂浪郡), dans le bassin du Taedong et contrôle l'ancien royaume de Wiman ;
- Hyeondo (Xuantu 玄菟郡, province de Yalu-Tongjia) ;
- Imdun (Lintun, dans le sud de la province de Hamgyong) ;
- Jinbeon (Daifang 帶方郡 (ou Zhenfan) sur le fleuve Han 漢江 dans le centre de la Corée).

C'est le début d'une période de luttes entre les royaumes de Corée et l'empire de Chine. Les deux dernières commanderies ne durèrent que 25 ans ; Xuantu dut être déplacée. Mais en divisant les tribus coréennes proches de Lelang et en s'appuyant sur d'autres tribus plus éloignées, la Chine put maintenir celle de Lelang quatre siècles, et ce malgré l'opposition immédiate et permanente de Koguryo.
Après cette défaite en 222 avant notre ère, certains des habitants des régions contrôlées par la Chine en partirent et se réfugièrent dans les royaumes voisins (Koguryo 高句麗 et Puyo 夫餘, Jin 辰 (ou Chin, qui existait déjà à l'époque de Wiman et qui devint Mahan 馬韓, autour de Jeolla, Gyeonggi et Chungcheong) ou bien créèrent de nouveaux États : Ye 濊 (au N-E de la péninsule), Okcho 沃沮, Jinhan 辰韓 et Byeonhan 弁韓 (autour de Gyeongsang).

## Les données archéologiques

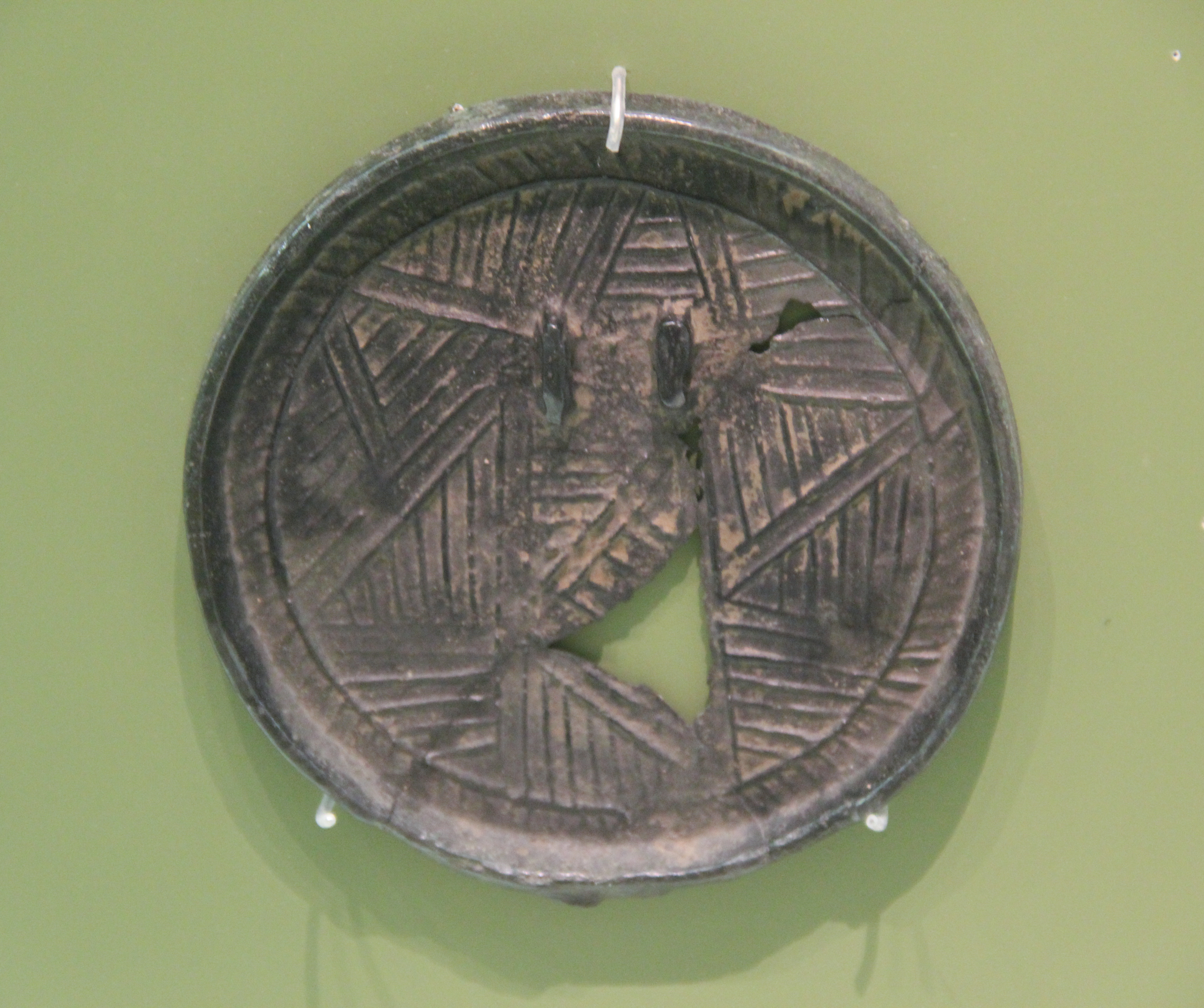
Miroir de bronze, D. 11,2 cm. Environs de Pyongyang. Période Gojoseon, début de l'âge du fer. Musée national de Corée
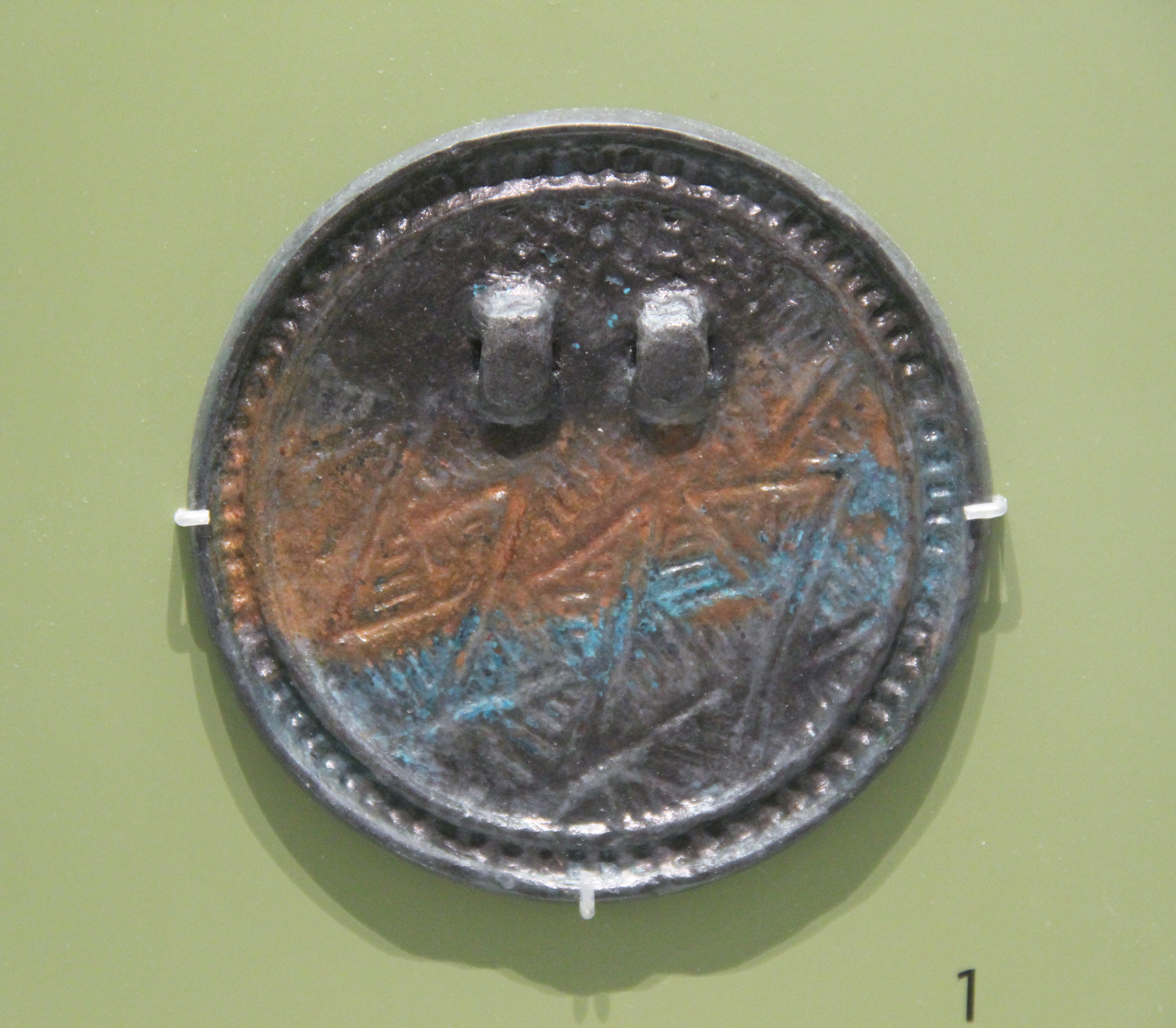
Miroir en bronze moulé de style steppique à dessin grossier. Période Gojoseon, Ve – IVe siècle av. J.-C.. Musée national de Corée
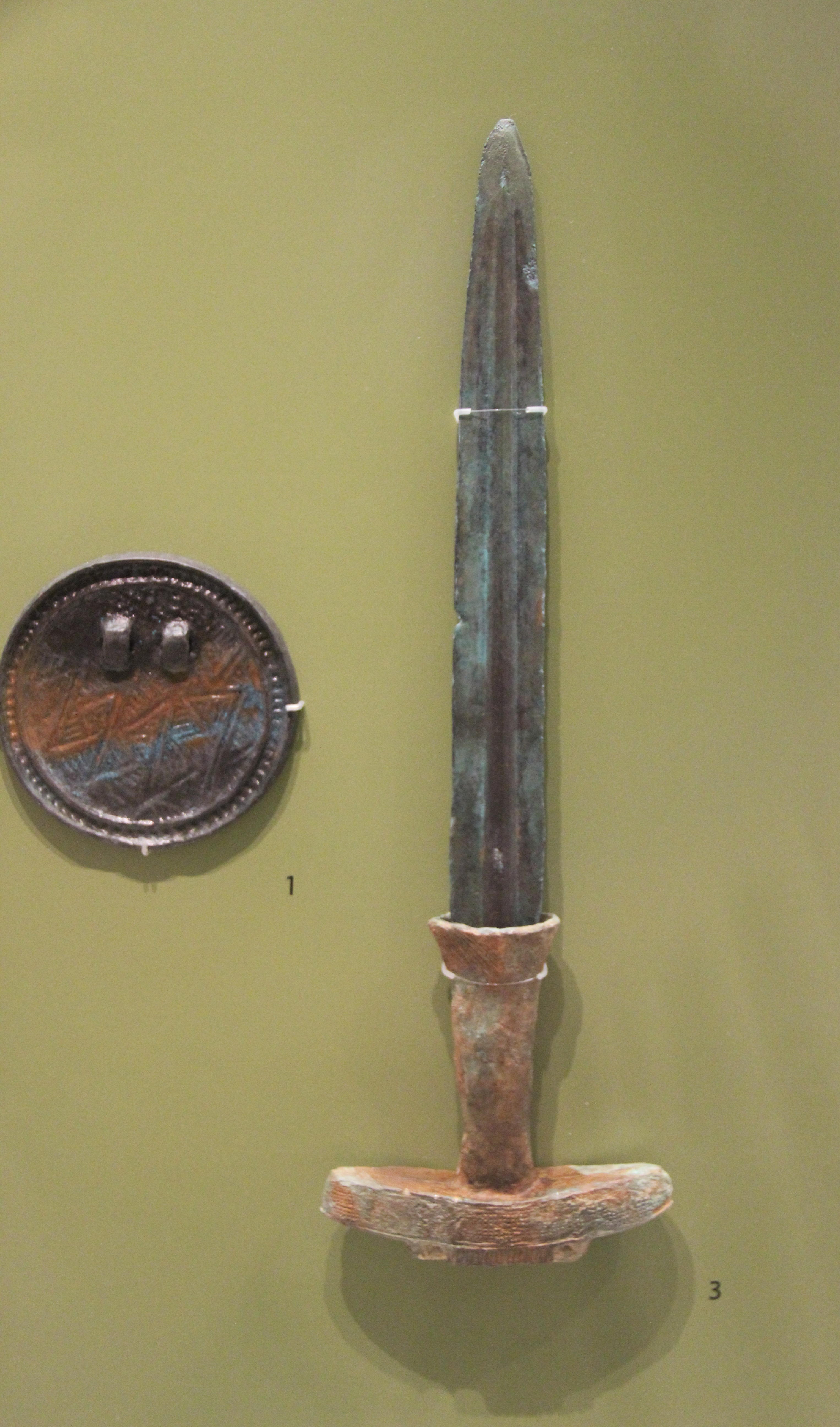
Le même miroir et dague de bronze de type coréen. Période Gojoseon. Musée national de Corée

Pour les archéologues considérant l'ensemble de la péninsule, cette période correspond au passage du Néolithique (la période de la céramique Chulmun de 8000 à 1500 av. notre ère) à l'Âge du bronze (la période de la céramique Mumun, -1500 à -300) et à la culture du poignard de bronze (-800 à -100). La construction de dolmens est un autre élément marquant de cette période.
À partir de 400-300 AEC, les relations croissantes avec la Chine du Nord-est, l'État de Yan, mènent à l'entrée de la péninsule dans l'âge de fer, qui couvre la période des IIIe – IIe siècles av. J.-C..
Vers 1500 des indices laissent penser que la culture du riz commence à se répandre dans le bassin du fleuve Han. Entre 1200 et 900 AEC, la riziculture se répand en Corée. À la période du Mumun moyen (850 - 550 AEC) la culture du riz en rizières inondées permet des productions intensives en Corée. Les gens cultivent aussi des céréales indigènes comme le mil et l'orge, et élèvent du bétail domestique.
Vers 800, des groupes de migrants apportent dans l'archipel japonais, au nord de Kyushu, la culture du riz, tout un savoir-faire, ainsi que les jarres profondes et bien rondes sur un petit pied (Kangmok Toldaemun) et aussi globulaires (sans pied), réservées à la conservation du riz et qui seront polies et teintées en rouge. Pour le Japon une nouvelle période commence donc, la période Yayoi, définie par l'introduction de la culture du riz en rizières inondées dès sa phase initiale.